# Dogme 95
Dogme 95, även Dogma 95, är en filmrörelse som startades 1995 av de danska regissörerna Lars von Trier, Thomas Vinterberg, Kristian Levring och Søren Kragh-Jacobsen. Rörelsen byggde på en rad regler (dogmer) som filmskaparna skulle lova att följa. Bland reglerna fanns att inget ljud fick läggas på i efterhand, att inga kulisser fick användas och att alla kameror skulle vara handhållna. Dessa dogmer sammanfattades i The Vow of Chastity ("Kyskhetslöftet") som bestod av 10 bud. 
Den första dogmafilmen var Thomas Vinterbergs Festen, och den andra var Idioterna av Lars von Trier.

## Dogmer
De dogmer som von Trier och Vinterberg ställde upp för sina Dogmafilmer var likt budorden tio till antalet. De följer nedan fritt översatta från det engelska originalet på DOGME 95:s webbplats. 

### Kyskhetslöftet
1. Upptagningar måste göras på plats. Rekvisita och kulisser får inte tillföras (om viss rekvista krävs för historien, måste en plats väljas för scenen där rekvisitan redan finns).
2. Ljudet får inte produceras separat från bilden och vice versa. (Musik får inte användas om den inte förekommer när scenen spelas in.)
3. Kameran måste vara handhållen. All rörelse eller stillhet uppnåelig i handen är tillåten. (Scenen ska inte utspelas där kameran finns; inspelning sker där scenen utspelar sig.)
4. Filmen måste vara i färg. Ljussättning är inte tillåten. (Om det är för lite ljus för att man ska kunna filma, måste scenen strykas eller en lampa sättas på kameran.)
5. Optisk redigering eller kamerafilter är förbjudet.
6. Filmen får inte innehålla ytlig action. (Mord, vapen och dylikt får inte förekomma.)
7. Tidsmässig och geografiskt förfrämligande är inte tillåtet. (Det vill säga filmen måste utspelas här och nu.)
8. Genrefilmer är inte tillåtna.
9. Filmformatet måste vara Academy 35 mm.
10. Regissören får inte krediteras.

Vidare svär jag som regissör att avstå från all personlig smak. Jag är inte längre konstnär. Jag svär att avstå från att skapa ett "verk", eftersom jag anser att ögonblicket är viktigare än helheten. Mitt främsta mål är att tvinga fram sanningen ur mina karaktärer och miljöer. Jag svär att göra detta med alla tillgängliga medel och på bekostnad av all god smak och estetiska överväganden. Därigenom avlägger jag mitt Kyskhetslöfte.